# Lista de navios lançados em abril de 1942
A seguir está uma lista como os navios lançados ao mar no mês de abril de 1942.
| Data        | Navio                 | País           | Construtor                        | Localização        | Classe                 | Notas |
| ----------- | --------------------- | -------------- | --------------------------------- | ------------------ | ---------------------- | ----- |
| 2 de abril  | Abraham Clark         | Estados Unidos |                                   |                    | Classe Liberty         |       |
| 2 de abril  | SS Empire Clough      | Reino Unido    | John Readhead & Sons Ltd          | South Shields      | Navio cargueiro        |       |
| 4 de abril  | USS Denver (CL-58)    | Estados Unidos | New York Shipbuilding Corporation | Camden, New Jersey | Cleveland              |       |
| 4 de abril  | HMS Battler (D18)     | Estados Unidos | Ingalls Shipbuilding              | Pascagoula, MS     | Atacker                |       |
| 4 de abril  | USS Croatan (CVE-14)  | Estados Unidos | Seattle-Tacoma Shipyard           | Seattle, WA        | Bogue                  |       |
| 4 de abril  | SS Empire Bowman      | Reino Unido    | C Connell & Co Ltd                | Scotstoun          | Navio cargueiro        |       |
| 4 de abril  | USS Nassau (CVE-16)   | Estados Unidos | Seattle-Tacoma Shipyard           | Seattle, WA        | Bogue                  |       |
| 4 de abril  | HMS Searcher (D40)    | Estados Unidos | Seattle-Tacoma Shipyard           | Seattle, WA        | Attacker               |       |
| 6 de abril  | Empire Mead           | Reino Unido    | Ferguson Bros Ltd                 | Port Glasgow       | Rebocador              |       |
| 16 de abril | SS Empire Gawain      | Reino Unido    | Grangemouth Dockyard Co Ltd       | Grangemouth        | Navio tanque costeiro  |       |
| 16 de abril | Empire Minotaur       | Reino Unido    | A Hall & Co Ltd                   | Aberdeen           | Rebocador              |       |
| 29 de abril | HNoMS King Haakon VII | Noruega        | Geo. Lawley                       | Neponset           | Classe PC Patrol Craft |       |
| 30 de abril | Empire Gnome          | Reino Unido    | A Hall & Co                       | Aberdeen           | Rebocador              |       |